# Masakr v Texasu
Masakr v Texasu (ang. titul: Texas Chainsaw Massacre: The Next Generation nebo také The Return of the Texas Chainsaw Massacre) je americký hororový film z roku 1994, který režíroval Kim Henkel.

## Děj
Parta čtyř mladých lidí nabourá v lese v Texasu. Avšak dostanou se do nebezpečí, když je začne lovit místní poustevník Vilmer, který si vraždění vychutnává do poslední kapky. Společně i jeho méněpočetná kanibalská rodina.